# قلقيلية (المالكية)
قلقيلية قرية سورية تتبع ناحية مركز المالكية في منطقة المالكية التابعة لمحافظة الحسكة في أقصى شمال شرق سورية. بلغ عدد سكانها 298 نسمة عام 2004.
تقع على بعد 13 كم  غرب مدينة المالكية و4 كم جنوب الحدود التركية.